# Adesmus charis
Adesmus charis là một loài bọ cánh cứng trong họ Cerambycidae.